# باري ويلسون (ضابط بحري)
باري ويلسون (بالإنجليزية: Barry Wilson)‏ هو ضابط بحري بريطاني، ولد في 5 يونيو 1936، وتوفي في 29 أغسطس 2018.